# Quando vengono le ballerine?
Quando vengono le ballerine? è un album di David Riondino pubblicato nel 1995.

## Tracce
1. Canzone del vino – 4:16
2. Musicisti al mare – 4:17
3. Quando vengono le ballerine? – 3:38
4. Troppo sole – 4:31
5. Ragazze di Milano – 4:17
6. Maracaibo – 4:04
7. Linea d'ombra – 4:37
8. La ballata del sì e del no – 5:10
9. Noi piedi – 3:40
10. Angus – 5:15
11. Briciole – 5:19